# Poussière interstellaire
Pour les articles homonymes, voir Poussière (homonymie) et Interstellaire.

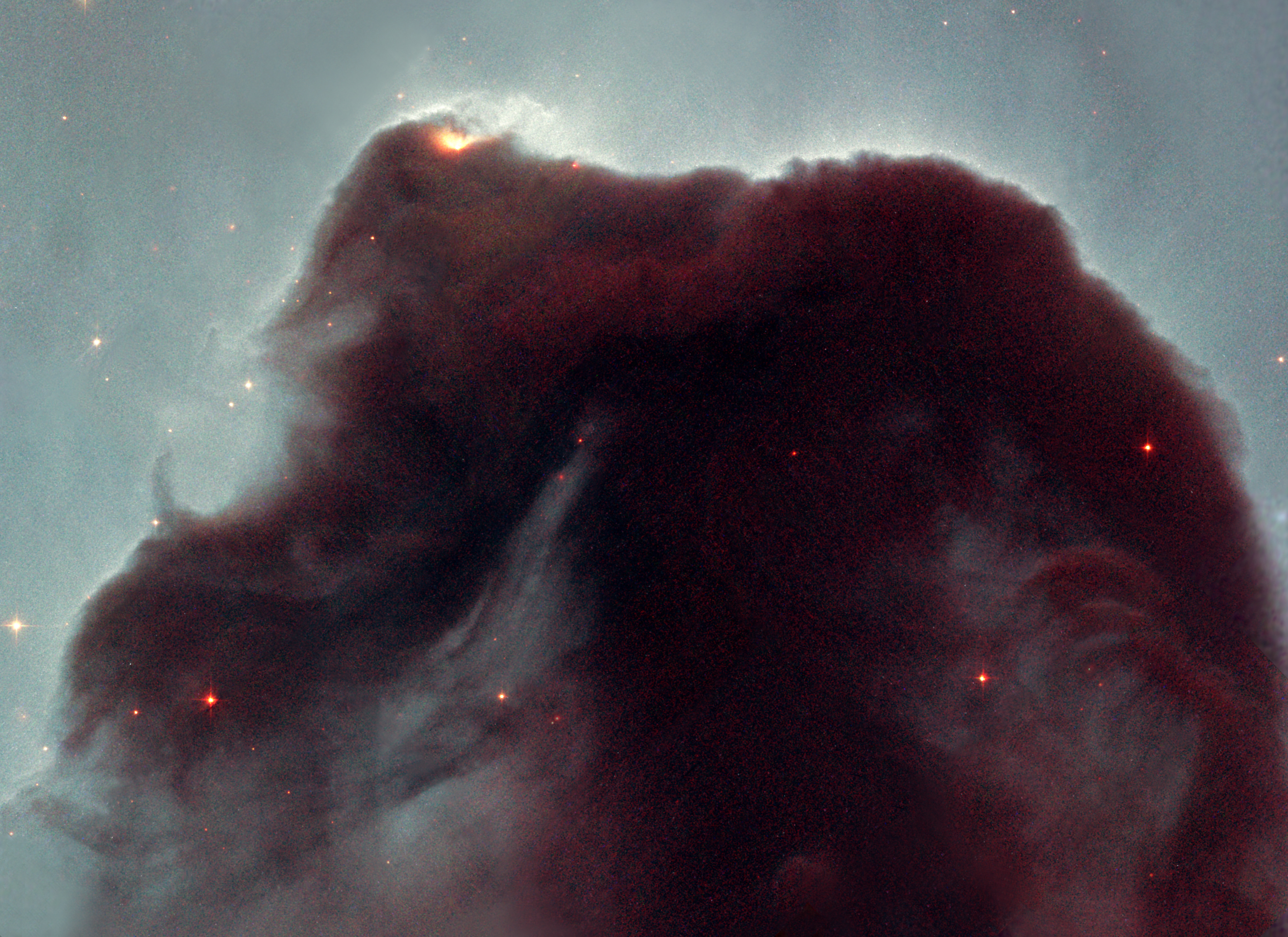
Poussières interstellaires de la nébuleuse de la Tête de Cheval, révélées par le télescope spatial Hubble.

En astronomie, la poussière interstellaire (en anglais : interstellar dust) est une composante du milieu interstellaire. Elle constitue une fraction importante de la poussière cosmique (cosmic dust).
Représentant à peine ~1 % de la masse du milieu interstellaire, la poussière interstellaire est constituée de particules comportant de quelques dizaines à quelques milliards d'atomes seulement, ce qui correspond à des tailles typiques de quelques nanomètres à ~0,1 micromètre. La taille d'une particule peut exceptionnellement être nettement supérieure, jusqu'à 25 µm de diamètre. La masse volumique de la poussière interstellaire est semblable à celle de la fumée de cigarette, soit pour la bulle locale environ 10−6 grains de poussière/m3, chacun ayant en moyenne une masse d'environ 10−17 kg.
Les poussières interstellaires se distinguent en fonction de :
- leur localisation : poussière interplanétaire, poussière cométaire, grains extraits de météorites ;
- leur composition chimique (elles sont principalement constituées de glace, de carbone et d'une agglomération de micro grains minéraux de silice) : poussières composées d'hydrocarbures aromatiques polycycliques, de grains carbonés, de grains silicatés, de grains à manteaux de glaces, etc.[5] ;
- leur composition isotopique, toujours très différente de celle des matériaux ordinaires du Système solaire.

La poussière interstellaire atténue la lumière. Elle diminue la luminosité des étoiles d'environ la moitié toutes les 1 000 années-lumière[source insuffisante]. Par contre, elle n'atténue que la lumière visible et n'affecte pas les autres longueurs d’onde[source insuffisante].

## Histoire
La poussière du nuage interstellaire local a été détectée pour la première fois sans ambiguïté en 1992, par la sonde Ulysses.
Quatre méthodes d'observation sont aujourd'hui disponibles :
- l'observation in situ par des détecteurs de poussière à bord de sondes spatiales ;
- la collecte et le retour d'échantillons ;
- l'observation des raies d'émission infrarouge de la poussière ;
- la détection par les antennes des sondes spatiales.

## Origine

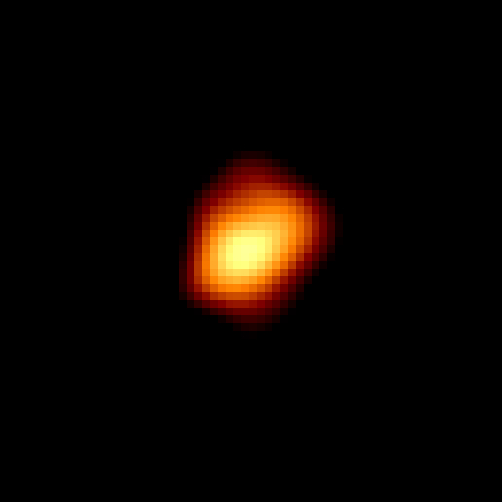
La géante rouge Mira.

La poussière interstellaire est principalement formée par des étoiles entrées dans la phase géante rouge de leur évolution. La grande majorité des particules interstellaires proviennent des résidus d'étoiles éjectés par ces dernières en fin de vie[réf. souhaitée].
La composition de la poussière est principalement déterminée par la température des étoiles mères. Certaines molécules ne se forment qu'à de très hautes températures alors que d'autres se forment à des températures plus basses[réf. souhaitée].
Selon les connaissances actuelles, la poussière est formée dans les enveloppes des étoiles qui ont subi une évolution tardive et qui ont des signatures spécifiques observables[évasif]. 

Par exemple, dans l'infrarouge, des émissions autour de 9,7 micromètres de longueur d'onde, caractéristiques des silicates, sont observées autour des étoiles « froides » (étoiles géantes riches en oxygène). On peut aussi observer des émissions vers 11,5 µm, dues au carbure de silicium, autour d’autres types d’étoiles froides (étoiles géantes riches en carbone),,. 

- l’éjection qui provient de novas et de supernovas ;
- l’étoile R Coronae Borealis qui semble éjecter des nuages discrets qui contiennent du gaz et de la poussière.

### Système solaire
La majorité de la poussière retrouvée dans le Système solaire a été transformée et recyclée à partir des objets et des corps que contiennent les milieux interstellaires. La poussière rentre fréquemment en collision avec des astres tels des astéroïdes et des comètes. À chaque fois, elle est transformée par les nouvelles composantes qui constituent ces corps.

## Caractéristiques physiques

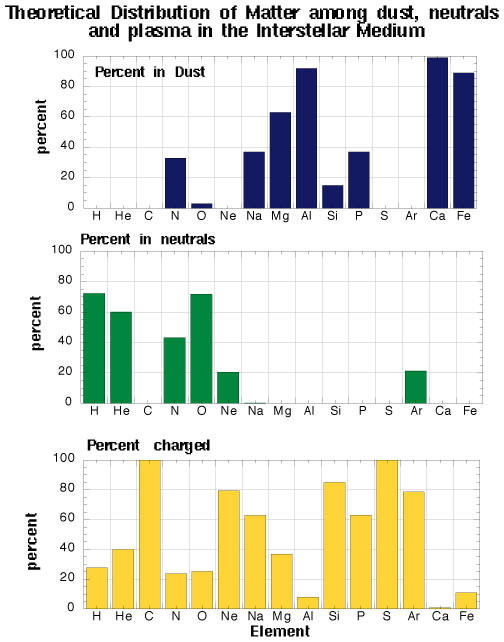
Composition de la poussière interstellaire, neutre ou sous forme de plasma.

99 % de la masse du milieu interstellaire est sous forme de gaz, le % restant est sous forme de poussières.

### Forme
Les particules composant la poussière interstellaire sont de formes variables.

### Composition chimique
- Oxygène : on retrouve 120 à 145 atomes d'oxygène par million d'atomes d'hydrogène dans les grains de poussière. Les grains comportent un faible pourcentage d'eau (moins de 0,02 %), dont on retrouve une portion sous forme de bandes de glace. Le reste de l'eau est incorporé dans les oxydes de fer et de magnésium.
- Carbone : on retrouve 90 à 130 atomes de carbone par million d'atomes d'hydrogène. L'abondance du carbone dans la structure de la poussière interstellaire est moindre que celle attendue par les scientifiques.
- Azote et soufre : on ne retrouve pas ou presque pas d'azote ni de soufre dans la composition des grains.
- Mg, Fe, Si, Ni, Cr, et Mn[14] : tous ces éléments démontrent une grande facilité à s'incorporer dans les grains.
- Éléments rares : dans de rares cas, on retrouve P, Cl, As, Ar, Se, Kr, Sn, et Tl, qui sont quelquefois incorporés à la poussière[15].

### Composition isotopique
Les grains de poussière interstellaire manifestent des compositions isotopiques extrêmement exotiques (en comparaison des matériaux usuels du Système solaire), que l'on sait généralement relier aux processus nucléosynthétiques à l’œuvre dans les étoiles en fin de vie.
La taille de Bonanza, le plus gros grain présolaire jamais identifié (25 µm de diamètre), a permis de mesurer la composition isotopique d'un bien plus grand nombre d'isotopes que dans les autres grains : Li, B, C, N, Mg, Al, Si, S, Ca, Ti, Fe, et Ni. Les grandes anomalies isotopiques trouvées pour C, N, Mg, Si, Ca, Ti, Fe, et Ni sont typiques de la matière éjectée par les supernovas de type II. L'analyse au MET montre par ailleurs que l'ordre cristallographique varie à l'échelle du µm, et l'analyse par STEM-EDS que le grain est constitué de sous-grains de taille comprise entre un peu moins de 10 nm et un peu plus de 100 nm. Bonanza a aussi le plus haut rapport initial 26Al/27Al jamais répertorié, ce qui n'est pas étonnant pour un grain directement issu d'une supernova.

### Destruction
Les grains de poussière interstellaire peuvent être fragmentés par les ultraviolets,, par évaporation, par pulvérisation cathodique et par collisions entre eux ou avec d'autres astres.[réf. souhaitée]
La poussière peut également être transformée par des explosions de supernovas ou de novas. Aussi, dans un nuage dense, il y a le processus de phases gazeuses où des photons ultraviolets éjectent des électrons énergétiques de grains dans le nuage[évasif].

## Étude et importance

L’astéroïde Éros survolé par la sonde Near, le 19 septembre 2000.

Dès les toutes premières observations astronomiques, la poussière interstellaire est un obstacle pour les astronomes puisqu'elle obscurcit les objets qu’ils veulent observer. Ainsi, au début du XXe siècle, l'astronome Edward Emerson Barnard recense des nuages noirs à l'intérieur de la Voie Lactée.
Lorsque les scientifiques commencent à pratiquer l'astronomie en infrarouge, ils découvrent que la poussière interstellaire est une composante clé des processus astrophysiques. Elle est notamment responsable de la perte de masse d'une étoile sur le point de mourir. Elle joue également un rôle dans les premiers stades de formation d’une étoile et des planètes.
L'évolution de la poussière interstellaire donne des informations sur le cycle de renouvellement de la matière stellaire. Les observations et les mesures de cette poussière, dans différentes régions, fournissent un important aperçu du processus de recyclage dans les milieux interstellaires, les nuages moléculaires ainsi que les systèmes planétaires tels le Système solaire, où des astronomes considèrent la poussière comme étant dans son stade le plus recyclé.[réf. souhaitée]

### Méthodes de détection
La poussière interstellaire peut être détectée par des méthodes indirectes qui utilisent les propriétés radiantes de cette matière. Elle peut également être détectée directement en utilisant des variétés de méthodes de collecte à de nombreux endroits. Sur Terre, en général, il tombe en moyenne 40 tonnes par jour de matière extraterrestre. Les particules de poussière sont récoltées dans l’atmosphère en utilisant des collecteurs plats situés en dessous des ailes d’avions de la NASA pouvant voler dans la stratosphère. On les retrouve également sur la surface de larges masses de glace (l’Antarctique, le Groenland et l’Arctique) et dans des sédiments situés dans les profondeurs de l’océan. C’est d’ailleurs vers la fin des années 1970 que Don Brownlee, à l’Université de Washington à Seattle, identifia la nature de ces particules extraterrestres. Les météorites sont également une autre source puisqu’ils contiennent de la poussière d’étoiles.
De nombreux détecteurs utilisent la lumière infrarouge pour détecter la poussière interstellaire. En effet, ce type d’onde lumineuse peut pénétrer les nuages de poussière interstellaire, nous permettant d’observer les régions où se forment les étoiles et le centre des galaxies. C’est d’ailleurs grâce au Spitzer Space Telescope de la NASA (le plus gros télescope infrarouge envoyé dans l’espace) que de nombreuses observations sont possibles.

### Stardust
Le 18 mars 2014, lors de la 45e Lunar and Planetary Science Conference (en), le Jet Propulsion Laboratory (JPL), coentreprise de la NASA et du California Institute of Technology (Caltech), annonce que l'aérogel du collecteur de la sonde spatiale Stardust aurait capturé, en 2000 et 2002, lors du transit de la sonde vers la comète 81P/Wild, sept grains de poussière interstellaire, rapportés sur Terre en janvier 2006.
Le JPL confirme l'annonce le 14 août 2014.
La confirmation est suivie de la publication d'un article paru le lendemain (15 août) dans la revue scientifique américaine Science.
Les sept échantillons sont I1043.1.30.0.0 (« Orion »), I1047.1.34.0.0 (« Hylabrook »), I1003.1.40.0.0 (« Sorok »), I1044N.3, I1061N3, I1061N.4 et I1061N.5.

La comète 73P/Schwassmann-Wachmann qui s'est brisée en 1995, a été observée par le Télescope spatial Hubble.

| Identifiant    | Masse        | Composition | Masse volumique       |
| -------------- | ------------ | ----------- | --------------------- |
| I1043.1.30.0.0 | 3,1 ± 0,4 pg | Mg2SiO4     | faible (0,7 g·cm-3)   |
| I1047.1.34.0.0 | 4,0 ± 0,7 pg | Mg2SiO4     | faible (< 0,4 g·cm-3) |
| I1003.1.40.0.0 | ~ 3 pg       | —           | —                     |

### Rosetta
La sonde Rosetta, lancée en 2004, a analysé en 2014 les poussières interstellaires[réf. nécessaire] émises par la comète 67P/Tchourioumov-Guérassimenko. Elle a notamment détecté de nombreux composés organiques (dont la glycine, un acide aminé) ainsi que du phosphore.